# 学校法人千里国際学園

千里国際学園（せんりこくさいがくえん）は、かつて存在した学校法人。阪急電鉄が1991年（平成3年）に大阪府箕面市に設立した。
中学校に相当する中等部と、高等学校に相当する高等部、およびインターナショナルスクールを設置していた。設立当初は、大阪国際文化高等学校、大阪国際文化中学校 (OIA) という名称であった。なお、千里国際学園中等部・高等部（現・関西学院千里国際中等部・高等部、以下SIS）と大阪インターナショナルスクール（現・関西学院大阪インターナショナルスクール、以下OIS）は同じ校舎内で一体的に運営されていた。
2010年（平成22年）4月1日に学校法人関西学院と合併し、学校法人としての千里国際学園は廃止された。以下の記述は基本的に廃止直前のものである。

## 所在地
- 住所：562-0032 大阪府箕面市小野原西4丁目4番16号

## 教育組織
次の教育組織があり、一般生徒に加え、帰国生徒および外国人生徒を積極的に受け入れていた。なお、中等部・高等部では寮も用意されていた。

### 千里国際学園中等部・高等部 (SIS)
- 授業：主として日本語によって進行される
- 卒業後の進路：主として日本の大学へ進学
- 対象：中学1年生-高校3年生（学内では7-12年生と呼ばれる）
- 一般生徒・帰国生徒・外国人生徒

### 大阪インターナショナルスクール (OIS)
- 授業：主として英語によって進行される
- 卒業後の進路：主として外国の大学へ進学
- 対象：幼稚園、1-12年生、ポストグラデュエート
- 外国人生徒

### 教育の特色
学期完結制を導入し、音楽や美術などの一部の教科、生徒会活動などは、併設されているOISと合同の授業を行っていた。そのため、英語のみで進められる授業もあった。主に、発表、討論、実験・観察、レポートが授業の中で重視され、1クラス1 - 24人ほどの、少人数教育を行っていた。
基本的に校則というシステムを取り入れず、生徒は「5リスペクト」という方針に従って行動することを求められた。5リスペクトとは、自分、他人、学習、環境、そしてリーダーシップを尊重しなさい、という内容のものである。そのため服装や髪型などは生徒自身の5リスペクトにおける判断に任せていた。
IT科では多くのコンピュータ授業が用意され、一部の授業は必修科目となっていたため、生徒全員が一定以上のコンピュータ技術を身につけていた。授業では必ず1人1台のコンピュータが貸し与えられていたほか、生徒は入学時に個人専用のログインアカウントを配布され、学校のサーバー上に自分のファイルを保存することができた。このファイルには学内全てのコンピュータからアクセスできた。

### 学校設備
主な設備として、室内温水プール・ジム・プラネタリウム・ノートパソコン貸出・インターネット環境・写真用暗室・陶芸用焼き釜などがあり、理科の研究・実験用として多くの機材を島津製作所より開校時に導入していた。
図書館は玄関を入ってすぐの恵まれた位置にあり、約5万冊の蔵書を抱え、英語と日本語の両方の図書が充実していた。図書館ではノートパソコンの貸し出しも行われ、自由に学習の為にコンピュータが使える様になっていた。教員・スタッフも常駐し、開館時間も長く、大学図書館並の蔵書量とサービスを誇った。

## 主な行事
- Entrance Ceremony（入学式）
- School Festival（学園祭・生徒主催）
- Maple Hall Concert（高校のみ・年2回）
- OIS Summer Camp
- Genkan Concert（学園正面玄関における音楽科発表演奏会）
- Sports Banquet（スポーツ表彰式）
- Promnade（ダンスパーティー・高校のみ）
- Summer Camp（SISのみ）
- Sports Day（運動会）
- Halloween Party（中・高別々）
- Halloween Parade（幼小）
- International Fair（保護者会主催）
- Christmas Party（中・高別々）
- All School Production（学芸会、下記詳述）
- Model United Nations（模擬国連）
- Graduation（卒業式）

### All School Production
ミュージカルまたはオペラの発表。毎年開催され、演出や演奏、照明、音響など全て主に生徒によって進められた。基本的にすべて英語で、2005年（平成17年）のミュージカル「夕鶴」が過去初めての、そして今のところ唯一の日本語での公演であった。
過去のASP：
- 2000 "Sound of Music"（1964年の同名ミュージカル映画より）
- 2001 "Wizard of Oz"（1939年のミュージカル映画『オズの魔法使い』より）
- 2002 "Oliver!"
- 2003 "The Magic Flute"（モーツァルト作曲の『魔笛』より）
- 2004 "Joseph and the Amazing Techincolour Dreamcoat"
- 2005 "夕鶴" & "Brundibar"
- 2006 "Annie"
- 2007 "Honk!!"（みにくいあひるの子）

### SIS Summer Camp
これらのキャンプは高校生がキャンプリーダーとなり、企画・実行・管理などを行っていた。
- 海洋キャンプ（中等部）
- マリンリーダー（高等部）
- 里山家族（中等部）
- フォレストレンジャー（高等部）
- 国際農業キャンプ
- 写真文芸帖キャンプ
- ドルフィンスイムキャンプ
- チャレンジキャンプ
- 心の旅
- 職業体験プログラム

### クラブ

#### シーズン制スポーツ
一年の内、決まった期間のみに活動をするスポーツクラブ。そのため、いくつものクラブを経験する事ができた。
※トライアスロン、ランニング、スイミングは一年を通じて行われた。基本的に中学生は火曜日・木曜日、高校生は月曜日・水曜日・金曜日に部活動を行った。
- 男子・女子サッカー（MS,HS）
- 男子・女子バレーボール（MS,HS）
- 男子・女子バスケットボール
- テニス（男女混合）
- 野球（男女混合）
- ソフトボール
- バドミントン（男女混合）
- 卓球（男女混合）
- タッチラグビー（男女混合）
- トライアスロン（男女混合）
- ランニング（男女混合）
- スイミング（男女混合）

#### その他のクラブ
シーズン制スポーツとは違い、基本的に年中活動した。3人以上の部員と顧問の先生がいれば、新たにクラブをつくることも可能であった。部費を貰うには5人以上が必要であった。
- TeamScience
- コンピューター部
- ロボット部
- 文芸部
- CLUB AID（軽音部）
- 茶道部
- 点字部
- 科学部
- 彩都プロジェクト
- イラストレーション部
- Love is All（ボランティア）
- 写真部
- 地球防衛隊（ボランティア）
- 日本語演劇部
- 囲碁部
- English Drama Club
- Juggling Club
- 心霊研究部
- 鉄道研究会

## APAC
Asia Pacific Activities Conferenceの略で、国内やアジアのインターナショナルスクールとスポーツや音楽を通して交流する目的で開かれていた。各イベントに選抜され、参加した生徒は交友関係を世界に広め、卒業後も親睦を世界レベルで持つこともあった。
なお、本校は2008年（平成20年）6月をもって、12校への拡大により他校をホストしきれないため、APACへの参加が終了となった。

## 土曜学校
土曜学校とは、千里国際学園（SIS）に小学校を設立して欲しいとの希望に応えて始められたプログラムであった。授業は土曜日の9時から3時までを基本とし、小学校一から六年生までが通った。授業は全て英語で行われ、生徒間でも英語で話す事を促された。クラスは学年と英語のレベルに応じて分けられ、28のクラスが存在した。
土曜学校では多角的に英語に触れることで効率的に英語を身につけるために、英語の他に体育、音楽、美術、コンピューター等の授業も実施していた。
土曜学校の先生は皆英語を流暢に話した。多くが英国、米国、カナダの出身であったが、ニュージーランドやメキシコなどの出身の先生もいた。比率としては英米出身が多かった。土曜学校ではアメリカ英語、イギリス英語などのアクセントの違ういろいろな地方の英語を分け隔てなく使用していた。英語が色々な地域で話される今、生徒ができるだけ色々な種類の英語を理解できるようにするためであった。
土曜学校では先生のほかに、スチューデントスタッフと言われるスタッフがいた。このスチューデントスタッフは一クラスに平均3人配置され、生徒の監視、学習の手伝い、そして生徒と先生との橋渡し役を主な役目としていた。スチューデントスタッフは皆英語を話し、生徒に積極的に英語を用いることを促した。土曜学校ではこの体制により、生徒約4人につき1人の英語話者を配備することが可能であった。
またスチューデントスタッフは毎週の土曜日、授業が終わった後に一日のレポートを提出する事を義務付けられていた。このレポートは一日の様子を記録する物であり、生徒の行動に何か問題はあったか、授業はどうだったか、などの質問に文章で答える形式になっていた。これは土曜学校で起こる生徒関係のトラブルを早期に発見するのに役立っていた。

## Just For Kids
毎年春休み中（1セッション）と夏休み中（2セッション）に開かれる、幼稚園年長組から小学6年生までを対象とした英語学習プログラムであった。春は5日間、夏は2週間（土日を除く）行われた。
ミュージック、アート、コンピューター、スポーツなどの楽しい要素を取り入れた授業を通して子ども達の英語力を伸ばし、国際感覚を付けさせることを目指していた。
毎回違うテーマに沿った内容で行われ、参加生徒数は約600人であった。

## 著名な出身者
- CORE OF SOUL（ミュージシャン）
- 門田こむぎ（歌手／社交ダンサー）
- JYONGRI（ミュージシャン）
- 伊藤正裕（株式会社ヤッパ代表取締役社長）
- 福田明子（MTVジャパン専属VJ）
- 木田真理子（バレリーナ）
- 古藤ロレナ（タレント）
- 和涼華（元宝塚歌劇団星組男役）
- LOVE（シンガーソングライター）
- 番長みるく（フリーライター）

## その他
- 2004年（平成16年）から宝塚音楽学校での英会話の授業に協力、母語話者を派遣していた。
- 千里中央駅から学校まで阪急バスが運行されていた。また、学校近くの国道171号を経由する同社石橋郡山団地線のJR茨木 - 阪急石橋間の路線（92系統）の方向幕には流れ星の印が入っていた。これは日本語が読めない生徒がこのバスが学校の近くを通ることを識別するための記号として採用したといわれるが、方向幕がLED化されたことに伴い消滅した。
- 音楽教育は特色あるプログラムの1つであり、ストリングス、バンドのクラスでは実際にオーケストラで使われる楽器を使用していた。また、ジャズ、クラシックギターのクラスが行われる学期もあった。

## 不祥事
2006年（平成18年）6月に巨額横領事件が発覚。学校運営資金の3億5千万円あまりを着服したとして元事務長が告訴された。元事務長は同年4月より失踪していたが、8月に箕面警察署に出頭し、業務上横領の疑いで逮捕した。着服した資金は主に競馬に使われたとされる。

## 関西学院との法人合併
2008年（平成20年）5月9日、学校法人関西学院との2010年（平成22年）4月の合併に向け協議を開始したことを発表した。存続法人は関西学院となるが、合併後も各校は現在の校地で存続する。
2009年（平成21年）12月17日、文部科学省は、関西学院と千里国際学園の両学校法人の合併を正式に認可した。2010年（平成22年）4月1日に両法人は合併し、存続法人は学校法人関西学院となり、学校法人千里国際学園は廃止された。
法人合併後の主な変更点
- 千里国際学園の校地は「関西学院千里国際キャンパス」と改称された。
- 中等部・高等部は関西学院千里国際中等部・高等部 （Senri International School of Kwansei Gakuin）と改称された。略称はSISのまま。
- 大阪インターナショナルスクールは関西学院大阪インターナショナルスクール （Osaka International School of Kwansei Gakuin） と改称された。略称OISのまま。
- 校門前のバス停名は「千里国際学園」から「関西学院千里国際キャンパス」に変更された。